# Ciclone Savannah
O ciclone Savannah foi um forte ciclone tropical que trouxe impactos significativos para Java e Bali e impactos menores para a Ilha Christmas e as Ilhas Cocos (Keeling) durante março de 2019. Foi a décima sexta baixa tropical, o sexto ciclone tropical e o terceiro ciclone tropical severo da temporada de ciclones da região australiana de 2018-1919. Savannah desenvolveu-se a partir de uma baixa tropical que se formou bem a leste da Ilha Christmas em 8 de março. O sistema teve um desenvolvimento lento inicialmente, mas atingiu a intensidade de um ciclone tropical em 13 de março, após tomar uma trilha para sudoeste. Savannah passou por uma rápida intensificação e atingiu o pico de intensidade em 17 de março como ciclone tropical severo de categoria 4 na escala australiana. Ventos sustentados de dez minutos foram estimados em 175 km/h (109 mph), com uma pressão barométrica central de 951 hPa (28,08 inHg). Ventos sustentados de um minuto atingiram 185 km/h (115 mph) neste momento, equivalente a uma furacão maior de categoria 3 na escala de vento do furacão Saffir-Simpson. O enfraquecimento começou logo depois, e a responsabilidade pelo sistema passou do Australian Bureau of Meteorology para a Météo-France. À medida que se mudou para a nova região, Savannah se tornou o oitavo de dez ciclones tropicais intensos que quebraram recordes na temporada de ciclones do sudoeste do Oceano Índico de 2018-1919. Savannah foi rebaixada para uma depressão tropical em 20 de março, e seus remanescentes se dissiparam na região central do Oceano Índico em 24 de março.
Savannah trouxe impactos significativos para Java e Bali no início da sua existência. Chuvas intensas e prolongadas e o aumento do nível do rio levaram a inundações e deslizamentos de terra em toda a região. As enchentes afetaram dezenas de vilas, causando danos a milhares de casas, submergindo milhares de hectares de terras agrícolas e impedindo o acesso a infraestruturas e serviços essenciais. Milhares de famílias foram afetadas durante o evento, com evacuações ocorrendo antes e depois das enchentes. De acordo com relatos da mídia local, o total de danos e perdas econômicas causados pelo desastre excedeu Rp 106 mil milhões ( US$ 7,5 milhões). Dez pessoas morreram durante o evento, tornando Savannah o ciclone tropical mais mortal da região australiana desde o ciclone tropical Cempaka em 2017. Relatos de notícias também indicam que pelo menos cinco pessoas ficaram feridas e que uma pessoa desapareceu durante o desastre.

## História meteorológica
Durante o início de março, um pulso de força moderada da Oscilação de Madden e Julian seguiu para o leste através do Oceano Índico tropical e no Continente Marítimo. O pulso trouxe consigo fracas condições de monção para o norte da Austrália, bem como um ambiente atmosférico favorável à ciclogênese tropical. Em 8 de março, o Australian Bureau of Meteorology (BOM) observou a formação de uma fraca baixa tropical (identificador 17U) dentro de um cavado de monção que se estende de Java às Ilhas Salomão - um dos vários baixos tropicais que se desenvolveriam dentro deste cavado. Localizado ao sul de Bali, Indonésia, e aproximadamente 970 km (600 mi) a leste da Ilha Christmas, a nascente baixa tropical começou a se mover lentamente para o oeste. Seguindo aproximadamente paralelo ao litoral sul de Java, o sistema passou apenas ao sul da Ilha Christmas às 06:00 UTC em 11 de março, antes de virar para o noroeste.
A baixa tropical executou uma curva em direção ao pólo em 12 de março, assumindo um curso para sudoeste no dia seguinte. Afastando-se da Indonésia, a tempestade começou a se intensificar em um ambiente geralmente favorável. O BOM atualizou o sistema para uma categoria 1 ciclone tropical na escala australiana às 18:00 UTC em 13 de março, enquanto se aproximava das Ilhas Cocos (Keeling), e deu-lhe o nome de Savannah. Seis horas depois, o Joint Typhoon Warning Center (JTWC) dos Estados Unidos indicou que o sistema havia atingido a intensidade de tempestade tropical na escala de vento do furacão de Saffir-Simpson. A intensificação continuou enquanto Savannah passava de aproximadamente 110 km (68 mi) a oeste das Ilhas Cocos (Keeling), e o sistema atingiu a categoria 2 fraco em 14 de março. Savannah se tornou um ciclone tropical severo de categoria 3 no dia seguinte, e tomou uma trilha para oeste-sudoeste sob a influência de uma crista de alta pressão na troposfera média mais ao sul. A tempestade começou a se fortalecer rapidamente no dia 16 de março, atingindo o pico de intensidade como um ciclone tropical severo de categoria 4 na escala australiana às 06:00 UTC no dia seguinte, tornando-se a tempestade mais forte da temporada de ciclones da região australiana de 2018-1919. O BOM estimou os ventos sustentados de dez minutos em 175 km/h (109 mph), com rajadas de 250 km/h (160 mph), com uma pressão barométrica central de 951 hPa (28,08 inHg ). O JTWC analisou a tempestade para produzir ventos sustentados de um minuto de 185 km/h (115 mph), tornando o sistema equivalente a uma furacão maior de categoria 3 na escala de vento do furacão Saffir-Simpson.
Savannah logo começou a enfraquecer, com ventos sustentados de dez minutos diminuindo para 140 km/h (87 mph) doze horas depois. Às 00:00 UTC em 18 de março, o sistema rastreou ao longo do 90º meridiano leste e na região de ciclones do sudoeste do Oceano Índico e, portanto, a responsabilidade pela tempestade mudou para Météo-France (MFR) em La Réunion. De acordo com a escala utilizada pelo MFR, Savannah foi reclassificada como ciclone tropical. Imediatamente após a entrada na região, o aumento do cisalhamento do vento vertical de oeste permitiu que o ar seco fosse arrastado para a circulação da tempestade. Seguiu-se uma tendência de rápido enfraquecimento, apesar das altas temperaturas da superfície do mar nas proximidades. A convecção profunda do sistema começou a se desfazer, deixando o centro de circulação de baixo nível exposto, e os ventos sustentados de dez minutos diminuíram para 75 km/h (47 mph) por 00:00 UTC em 19 de março. Como a estrutura convectiva enfraqueceu ainda mais, Savannah foi rebaixada para uma depressão tropical remanescente com força de vendaval às 06:00 UTC em 20 de março. O sistema virou brevemente para leste-sudeste antes de adotar uma trilha para oeste-noroeste na 21 de março. O JTWC rebaixou Savannah abaixo do status de tempestade tropical às 12:00 UTC naquele dia. O ex-ciclone tropical Savannah foi mencionado pela última vez por MFR em 23 de março, e dissipado às 12:00 UTC no dia seguinte no Oceano Índico central.

## Impactos

### Indonésia

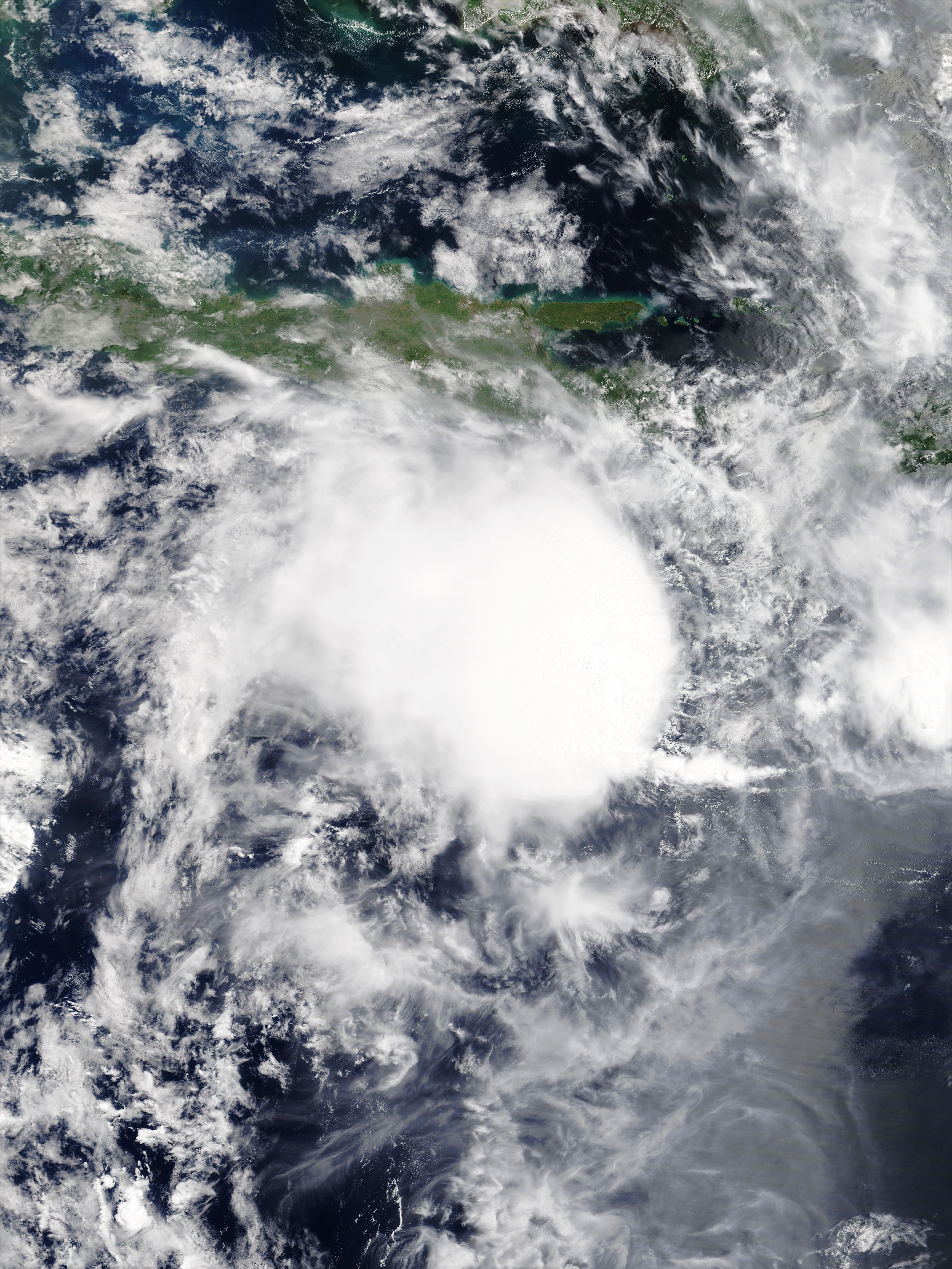
Baixo tropical precursor de Savannah localizado ao sul de Java em 8 de março

As ilhas indonésias de Java e Bali foram significativamente afetadas pela baixa tropical precursora de Savannah durante a primeira quinzena de março. Chuvas muito fortes ocorreram em grandes partes das ilhas enquanto a baixa tropical seguia para o oeste, causando rápido aumento do nível do rio, inundações e muitos deslizamentos de terra. Um total de dez pessoas perderam a vida durante o desastre, tornando Savannah o ciclone tropical mais mortal na região australiana desde o ciclone tropical Cempaka, que matou pelo menos 41 pessoas em Java em novembro de 2017.
A Agência Meteorológica, Climatológica e Geofísica da Indonésia indicou que 148 mm (5,8 pol) de precipitação caiu em partes de Joguejacarta durante 17 de março. A regência de Bantul, localizada a jusante de seis rios principais, bem como a vizinha Regência de Purworejo, experimentou inundações generalizadas com profundidades de até 2 m (7 ft). Mais de 5.000 residentes foram obrigados a evacuar e o acesso à eletricidade foi cortado pelas enchentes. Numerosos deslizamentos de terra em Bantul também foram provocados pelas chuvas extremas, causando danos e dificultando os esforços de resgate e evacuação. Um deslizamento de terra no distrito de Imogiri de Bantul destruiu duas casas na base de um penhasco, matando três pessoas e deixando mais uma desaparecida. Outra pessoa foi posteriormente arrastada pela enchente e outra morreu quando uma parede desabou.
As perdas econômicas ocorridas na Regência de Madiun foram as piores em duas décadas, com danos e perdas superiores a Rp 54 mil milhões ( US$ 3,8 milhões), e mais de 5.700 famílias afetadas pelo desastre. 5.086 casas foram danificadas por enchentes em toda a região, e enchentes e deslizamentos de terra destruíram três pontes e cobriram muitas estradas, impedindo o transporte. Um acidente de carro ocorreu em uma estrada molhada em Madiun, resultando na morte de um menino de cinco anos e ferimentos graves em dois adultos. 497 hectares (1230 acres ) de campos de arroz foram submersos, fazendo com que as safras quebrassem e os agricultores colhessem mais cedo para evitar mais danos. Também ocorreram perdas significativas de gado, incluindo vacas, cabras e mais de 4.000 galinhas. Na aldeia vizinha de Klumutan, inundação de até 5 m (16 ft) em profundidade danificou centenas de casas. Dois residentes de uma vila em Madiun morreram de doença durante o evento, mas não puderam ser enterrados inicialmente devido à inundação do cemitério local.
Outros danos e perdas agrícolas ocorreram nas regências de Ngawi, Tulungagung, Bojonegoro e Ponorogo, totalizando mais de Rp51 mil milhões (US$ 3,6 milhões). Em Ngawi, inundações causaram aproximadamente 1.400 hectares (3.460 acres) de terras agrícolas a serem submersas, e os danos e perdas econômicas somente naquela regência alcançaram Rp33,2 bilhões (US$ 2,35 milhões).  1.183 hectares (2.923 acres) de terras agrícolas foram danificadas por inundações em Tulungagung, com safras de arroz, melão, pimenta, feijão comprido e cebola afetadas.  Em Bojonegoro, a inundação do rio Solo resultou em impactos generalizados. A inundação ocorreu em 48 aldeias, afetando mais de 1.600 famílias e causando a evacuação de 50 famílias. Um total de 2.097 hectares (5182 hectares) de campos de arroz foram submersos pela água do rio, bem como dois jardins de infância e três escolas. Mesmo depois de começar a diminuir, o nível do Rio Solo estava acima de 27,44 m (90,03 ft) no distrito de Karangnongko, fazendo com que o Conselho Nacional de Gestão de Desastres da Indonésia emita alertas vermelhos para inundações ribeirinhas em áreas mais a jusante. A inundação do rio Solo em Ponorogo causou o colapso de cinco pontes e submergiu 1.700 hectares (4.200 acres) de plantações de arroz.
Danos combinados nas regências de Magetan, Sukoharjo, Klaten e Bulelung excederam Rp2 mil milhões (US$ 140.000). Em Magetan, a inundação de vários rios causou danos significativos à infraestrutura, terrenos agrícolas e áreas residenciais. 100 pessoas ficaram presas quando cerca de 500 casas foram inundadas em duas aldeias, e os danos às estradas inibiram ainda mais o acesso às áreas afetadas. As perdas foram sustentadas em terras agrícolas e o gado foi morto pelas inundações.  379 hectares (937 acres) de campos de arroz foram inundados em Sukoharjo, e a inundação do rio Gamping em Klaten submergiu 738 hectares (1.820 acres) de campos de arroz.  Em Bulelung, no norte de Bali, chuvas fortes causaram o transbordamento de um rio que estava entupido com lixo e madeira, danificando estradas, pontes e infraestrutura de eletricidade. Um complexo habitacional subsidiado pelo governo sofreu danos com as enchentes, com uma casa sendo varrida pelas enchentes.
Quatro turistas morreram e três outros ficaram feridos na Regência de Magelang no centro de Java em 13 de março. As vítimas estavam navegando ao longo das corredeiras de um rio quando foram vencidas por uma enchente.  Várias aldeias na Regência Pasuruan foram afetadas por enchentes, com estradas e áreas residenciais sendo inundadas. Níveis de água chegando a 1,5 m (4,9 pés) na vila de Kebrukan.

### Austrália
Os territórios australianos da Ilha Christmas e das Ilhas Cocos (Keeling) sofreram impactos menores quando Savannah passou nas proximidades. Durante 11 de março, a baixa tropical precursora de Savannah passou logo ao sul da Ilha Christmas. Naquela época, o sistema tinha ventos sustentados de dez minutos de apenas cerca de 35 km/h (22 mph). Como tal, nenhum vento forte foi registado na ilha. Uma rajada máxima de 50 km/h (31 mph) foi observado às 20:05 UTC em 12 de março, uma vez que o sistema se fortaleceu ainda mais depois de se mudar para o oeste. Um total de 60,2 mm (2,4 in) de chuva foi registada na Ilha Christmas durante os sete dias de 8-14 de março. O sistema se aproximou mais das Ilhas Cocos (Keeling) em 14 de março, após a intensificação em uma categoria 1 ciclone tropical. Em preparação para os impactos previstos do sistema nas ilhas, o BOM começou a emitir produtos de aconselhamento sobre ciclones tropicais para residentes e autoridades locais às 06:50 UTC em 13 de março. Fortes ventos sustentados foram experimentados nas ilhas, com pico na força do vendaval, e uma rajada máxima de 80 km/h (50 mph) foi registado às 21:35 UTC em 13 de março. O vento causou desfolha e danos à vegetação nas ilhas, bem como pequenos danos à propriedade, mas não foram relatados feridos.  Publicações de conselhos sobre ciclones tropicais foram interrompidas às 06:50 UTC em 14 de março enquanto o sistema rastreia mais longe das ilhas. Ao longo dos dez dias de 9 a 18 de março, 62,6 mm (2,5 A precipitação pluviométrica foi registada no Aeroporto das Ilhas Cocos (Keeling), na Ilha Oeste, capital do território.

## Rescaldo
Após os danos significativos causados pelo sistema meteorológico, o governo de Ponorogo Regency comprometeu-se a realizar operações de dragagem para alargar o rio Solo a fim de mitigar os impactos de inundações futuras. O governo também indicou que tentaria reconstruir rapidamente as pontes danificadas por meio de uma alocação especial de recursos orçamentários para a resposta ao desastre. Além disso, os residentes foram instados a evitar jogar lixo no rio, pois foi observado que isso poderia exacerbar o risco e os impactos das enchentes.  A poluição significativa de lixo resultando no entupimento de rios também foi observada na Regência de Bulelung em Bali, onde foi considerada um fator que contribuiu para as inundações.
O governo de Java Oriental alocou Rp100 mil milhões (US$ 7,1 milhões) em fundos para governos locais que declararam estado de emergência em suas regiões devido a enchentes. O dinheiro destinava-se a cobrir logística, equipamento, recursos humanos e outras necessidades para alívio de desastres e esforços de limpeza. Os agricultores que foram afetados pelo desastre também puderam acessar Rp6 milhões (US$ 420) em compensação dos governos locais para cada hectare (2,5 acres) de terras agrícolas danificadas em suas propriedades. Com aproximadamente 8.000 hectares (20.000 acres) de terras agrícolas submersas pelas enchentes durante o desastre, isso teria somado a um total de aproximadamente Rp48 mil milhões (US$ 3,4 milhões); no entanto, alguns agricultores não puderam se beneficiar dessa assistência , pois não tinham a apólice de seguro agrícola necessária fornecida pelo governo.